# Юст Гебель
Маріус Ян «Юст» Гебель (нід. Marius Jan Göbel, 21 листопада 1891, Сурабая — 5 березня 1984, Вагенінген) — нідерландський футбольний воротар, який народився в Голландській Ост-Індії.

## Життєпис
Юст Гебель був відомим воротарем у Нідерландах у період 1910—1922 років, який виступав у футбольному клубі «Вітессе», де він почав грати з 16-ти років. За своїм стилем гри він відрізнявся від інших воротарів того часу. Юст був першим голкіпером у Нідерландах, який не намагався відбити м'яч кулаком або ногою, а навпаки, зловити його, у чому допомагав його високий зріст. Гебель виглядав підтягнутим і, на думку багатьох, ще й дуже стильним. Іншою технікою, яку він запровадив у Нідерландах, були стрибки в ноги суперникам, які володіли м'ячом. Цю техніку в той час вже використовували на англійських полях. Сам Гебель навчився цим прийомам в англійського тренера Ворбертона з футбольного клубу «Геркулес» із Утрехта.
Його кар'єру перервала Перша світова війна. Ще під час футбольних виступів він вирішив вивчати медицину, що призводило до пропущених матчів, адже футболіст почав менше часу приділяти футбольній кар'єрі. Отримав травму ока в лабораторії, після чого часто грав в окулярах, що дещо заважало виконувати його знамениті стрибки в ноги нападникам суперників. Сума цих причин призвела до того, що Юст остаточно вирішив зосередитися лише на своїй лікарській роботі.
Його вважають одним із символів «Вітессе». Завдяки своїй ролі в команді з Арнема, він зробив великий внесок в успіхи клубу. Щоправда, чемпіоном Нідерландів з командою так і не став, хоча й був тричі срібним призером чемпіонату в 1913, 1914 і 1915 роках. Свій єдиний фінал Кубка Нідерландів Гебель в 1912 році програв клубу «Гарлем» 1:2.
14 квітня 2016 року представники «Вітессе» оголосили, що назвуть західну трибуну на честь Юста Гебеля.

## Кар'єра в збірній
19 березня 1911 року вперше став воротарем збірної Нідерландів. Разом із командою завоював бронзові медалі Олімпіади 1912 року, обігравши у матчі за третє місце збірну Фінляндії з рахунком 9:0.. Загалом він провів 22 матчі за збірну Нідерландів.
Найстаріший кінокадр національної збірної Нідерландів з футболу, датований 28 квітня 1912 року, показує Гебеля у грі проти Бельгії. Його найвідоміша гра за збірну відбулася в Гаазі в 1913 році, коли Юст своїми сейвами зробив великий внесок у першу перемогу Нідерландів над аматорами Англії. Його високо оцінювали як у Нідерландах, так і за кордоном, кілька разів згадували як найкращого воротаря Європи. Сам Гебель завжди був скромною людиною і вважав всю метушню навколо себе дещо перебільшеною.

## Титули і досягнення
- Бронзовий призер Олімпійських ігор (1):

Нідерланди: 1912

## Статистика

### Статистика виступів за збірну
| Дата       | Місто           | Господарі        | Результат | Гості            | Турнір                 | Голи | Примітки                 |
| ---------- | --------------- | ---------------- | --------- | ---------------- | ---------------------- | ---- | ------------------------ |
| 19-3-1911  | Антверпен       | Бельгія          | 1 – 5     | Нідерланди       | товариський матч       | -    |                          |
| 2-4-1911   | Дордрехт        | Нідерланди       | 3 – 1     | Бельгія          | товариський матч       | -    |                          |
| 17-4-1911  | Амстердам       | Нідерланди       | 0 – 1     | Англія           | товариський матч       | -    | Аматорська збірна Англії |
| 10-3-1912  | Антверпен       | Бельгія          | 1 – 2     | Нідерланди       | товариський матч       | -    |                          |
| 16-3-1912  | Галл            | Англія           | 4 – 0     | Нідерланди       | товариський матч       | -    | Аматорська збірна Англії |
| 24-3-1912  | Зволле          | Нідерланди       | 5 – 5     | Німецька імперія | товариський матч       | -    |                          |
| 28-4-1912  | Дордрехт        | Нідерланди       | 4 – 3     | Бельгія          | товариський матч       | -    |                          |
| 29-6-1912  | Стокгольм       | Швеція           | 3 – 4     | Нідерланди       | ОІ 1912 - Перший раунд | -    |                          |
| 30-6-1912  | Сульна (комуна) | Нідерланди       | 3 – 1     | Австрія          | ОІ 1912 - 1/4 фіналу   | -    |                          |
| 2-7-1912   | Стокгольм       | Нідерланди       | 1 – 4     | Данія            | ОІ 1912 - 1/2 фіналу   | -    |                          |
| 4-7-1912   | Сульна (комуна) | Нідерланди       | 9 – 0     | Фінляндія        | ОІ 1912 - За 3 місце   | -    |                          |
| 17-11-1912 | Лейпциг         | Німецька імперія | 2 – 3     | Нідерланди       | товариський матч       | -    |                          |
| 9-3-1913   | Антверпен       | Бельгія          | 3 – 3     | Нідерланди       | товариський матч       | -    |                          |
| 24-3-1913  | Гаага           | Нідерланди       | 2 – 1     | Англія           | товариський матч       | -    | Аматорська збірна Англії |
| 20-4-1913  | Зволле          | Нідерланди       | 2 – 4     | Бельгія          | товариський матч       | -    |                          |
| 15-11-1913 | Галл            | Англія           | 2 – 1     | Нідерланди       | товариський матч       | -    | Аматорська збірна Англії |
| 15-3-1914  | Антверпен       | Бельгія          | 2 – 4     | Нідерланди       | товариський матч       | -    |                          |
| 5-4-1914   | Амстердам       | Нідерланди       | 4 – 4     | Німецька імперія | товариський матч       | -    |                          |
| 26-4-1914  | Амстердам       | Нідерланди       | 4 – 2     | Бельгія          | товариський матч       | -    |                          |
| 9-6-1919   | Амстердам       | Нідерланди       | 3 – 1     | Швеція           | товариський матч       | -    |                          |
| 24-8-1919  | Стокгольм       | Швеція           | 4 – 1     | Нідерланди       | товариський матч       | -    |                          |
| 31-8-1919  | Осло            | Норвегія         | 1 – 1     | Нідерланди       | товариський матч       | -    |                          |
| Усього     |                 | Матчів           | 22        |                  | Голів                  | 0    |                          |